# World Music Charts Europe
De World Music Charts Europe (WMCE) is een maandelijkse top 20-hitlijst van albums met wereldmuziek.
De WMCE ging in mei 1991 van start. Het initiatief werd genomen door de Berlijnse dj Johannes Theurer, die daarin gesteund werd door de Europese Radio-unie (EBU). De eerste afdruk verscheen in de Berliner Morgenpost. Tegenwoordig worden de WMCE op het internet gepubliceerd.
De WMCE zijn geen hitparade op basis van verkoopcijfers. De lijst wordt samengesteld door een panel van Europese radio-dj's en producers, meestal (maar niet noodzakelijk) van een radiostation dat lid is van de EBU. Zij kiezen elke maand de beste albums uit het actuele aanbod van releases. In februari 2021 waren er 41 panelleden uit 24 Europese landen. Jaarlijks wordt er een jaarlijst opgemaakt.
Diverse deelnemende radiozenders besteden in hun wereldmuziekprogramma's of -rubrieken aandacht aan de WMCE of hebben dit in het verleden gedaan.. De Nederlandse publieke omroep NPS besteedde in de periode 2003-2008 wekelijks aandacht aan de WMCE. Dit gebeurde eerst in het radioprogramma 4FM (Radio 4) en later in het programma World Music Charts Europe (Radio 6).

## België en Nederland in de World Music Charts Europe
Voorbeelden van Belgische en Nederlandse artiesten en groepen die in de World Music Charts Europe hebben gestaan:
- Afrikän Protoköl[14]
- Amsterdam Klezmer Band[15]
- Black Flower[16]
- Hijaz[17]
- Mehmet Polat Quartet[18]
- Meral Polat Trio[18]
- Noam Vazana[19]
- No Blues[20]
- Va Fan Fahre[21]
- Wouter Vandenabeele[22]
- Ygdrassil[23]